# Frontière entre le Colorado et le Kansas
La frontière entre le Colorado et le Kansas est une frontière intérieure des États-Unis délimitant les territoires du Colorado à l'est et du Kansas l'ouest.
Son tracé rectiligne d'une orientation nord-sud suit le 102e méridien ouest depuis son intersection avec le 40e parallèle nord jusqu'au 37e parallèle nord.

Entrée au Colorado depuis le Kansas.